# Ischnoptera angustifrons
Ischnoptera angustifrons är en kackerlacksart som beskrevs av Morgan Hebard 1916. Ischnoptera angustifrons ingår i släktet Ischnoptera och familjen småkackerlackor.
Artens utbredningsområde är Peru. Inga underarter finns listade i Catalogue of Life.